# アルトチェンバロギター
アルトチェンバロギター(Alto Cembalo Guitar)は、新堀ギター音楽院院長、新堀寛己が開発した、新堀メソードオリジナルギター(27種類)のうちの一つ。略称アルチェン・A.Cem.。
ギターアンサンブルでは、チェンバロパートに属す。調弦は、プライム・ギターより五度高い、一弦から　B-F♯-D-A-E-B（B.Cem.より1オクターブ高い）の調弦である。単弦（弦が6本）のものと複弦（弦が12本）のものがある。